# Fred Ward
 (août 2025).
Pour les articles homonymes, voir Ward.
Fred Ward est un acteur américain, né le 30 décembre 1942 à San Diego (Californie) et mort le 8 mai 2022, dans la même ville.
Il est notamment connu pour avoir interprété le personnage de Earl Basset dans les deux premiers volets de Tremors.

## Biographie
Freddie Joe Ward est né à San Diego le 30 décembre 1942. Il était en partie d’origine cherokee. Son père, un criminel alcoolique, fut à plusieurs reprises emprisonné, et sa mère l’abandonna lorsque Fred avait trois ans. Il fut alors élevé par sa grand-mère jusqu’à ce que sa mère ait reconstruit sa vie et se soit remariée avec un employé de carnaval.
Avant de devenir acteur, Ward servit pendant trois ans dans l’US Air Force. Il fut également boxeur (se cassant le nez à trois reprises) et travailla comme bûcheron en Alaska, homme d’entretien et cuisinier dans un snack. Après son service dans l’Armée de l’air, il étudia l’art dramatique au Herbert Berghof Studio à New York. Pendant qu’il vivait à Rome, il prêta sa voix pour doubler des films italiens en anglais et apparut dans des films du réalisateur néoréaliste Roberto Rossellini.
Ward épousa Marie-France Boisselle en 1995. Ils vivaient à Los Angeles. Il avait un fils, Django Ward, chanteur et guitariste, issu de son précédent mariage avec Silvia Ward.
En août 2013, Ward et sa femme Marie-France déposèrent tous deux une demande de divorce, mais ils se réconcilièrent plus tard la même année.
Ward est décédé le 8 mai 2022, à l’âge de 79 ans.

### Années 1970
Ward devint acteur après avoir étudié au Herbert Berghof Studio et à Rome. Pendant son séjour en Italie, il travailla comme mime. De retour aux États-Unis au début des années 1970, il passa un certain temps dans le théâtre expérimental et fit quelques apparitions à la télévision. Il fit ses débuts au cinéma américain en interprétant un cow-boy dans Hearts of the West (1975). Son premier rôle important arriva avec le film de Clint Eastwood Escape from Alcatraz (1979), où il incarnait le compagnon d’évasion John Anglin.

### Années 1980
Ward interpréta un membre violent de la Garde nationale dans Southern Comfort de Walter Hill (1981). Son premier rôle principal au cinéma fut Timerider: The Adventure of Lyle Swann (1982). Il incarna ensuite l’astronaute Gus Grissom dans The Right Stuff, joua dans le film d’action Uncommon Valor aux côtés de Gene Hackman, et dans le drame Silkwood (tous sortis en 1983).
Après avoir partagé l’affiche dans Swing Shift (1984) et Secret Admirer (1985), Ward interpréta le héros du film d’action Remo Williams: The Adventure Begins, réalisé par Guy Hamilton. Ce film devait être le premier d’une série adaptée des romans The Destroyer. Bien que le film ait bénéficié d’une forte promotion et que Ward soit apparu en couverture de plusieurs magazines de cinéma, il ne rapporta que 15 millions de dollars.
Ward tourna dans quelques productions à petit budget avant de revenir au grand écran en 1988, jouant un policier dans Off Limits, Roone Dimmick dans Big Business, et le père du personnage incarné par Keanu Reeves dans The Prince of Pennsylvania.

### Années 1990
En 1990, Ward incarna Earl Bassett dans le film de monstres Tremors, l’écrivain américain érotique Henry Miller dans Henry & June (avec Uma Thurman), et le policier Hoke Moseley dans Miami Blues, qu’il produisit lui-même (aux côtés d’Alec Baldwin et Jennifer Jason Leigh). La même année, il interpréta également un agent du FBI dans le film de Dennis Hopper Catchfire.
En 1991, après avoir incarné le détective privé H.P. Lovecraft dans le film HBO Cast a Deadly Spell aux côtés de Julianne Moore, Ward partagea l’affiche du thriller Thunderheart, de la satire hollywoodienne The Player, du drame mystérieux Equinox et de la comédie western télévisée Four Eyes and Six Guns, rôle qui lui valut un Cable ACE Award. Il fit également une apparition dans Bob Roberts, réalisé et interprété par Tim Robbins.
Parmi ses rôles principaux figurent celui du lieutenant Brann dans le thriller intimiste Two Small Bodies, le pêcheur Stuart Kane dans le film de Robert Altman Short Cuts (pour lequel l’ensemble de la distribution remporta un Golden Globe, tous deux en 1993), un dangereux criminel dans la comédie Naked Gun 33⅓: The Final Insult (1994), le marin dans le drame d’avant-garde français The Blue Villa (1995), ainsi que ses rôles dans Tremors II: Aftershocks et Chain Reaction en tant qu’agent spécial (tous deux en 1996). Il apparut également en shérif Bud Phillips dans Best Men, en Dave Reimüller dans …First Do No Harm aux côtés de Meryl Streep (tous deux en 1997), et en Domenico Venier dans Dangerous Beauty (1998).

### Années 2000
En 2000, Ward apparut dans de nombreux films, séries télévisées et vidéos. Il tint le rôle principal dans le thriller d’action The Chaos Factor et joua également dans le film de gangsters Circus, le teen movie Road Trip et la suite horrifique The Crow: Salvation.
En 2001, Ward fut nommé au Video Premiere Award du meilleur acteur pour le film sorti directement en vidéo Full Disclosure. Il partagea aussi l’affiche de Joe Dirt, Summer Catch, Wild Iris, de la mini-série télévisée Dice et de la comédie Corky Romano.
En 2002, Ward apparut dans Sweet Home Alabama, Enough et Abandon. Il tint le rôle principal dans Birdseye et participa au pilote de la série dramatique Georgetown avec Helen Mirren, qui ne fut finalement pas produite. Après des rôles dans The Last Ride, 10.5 et Coast to Coast (tous en 2004), il fit une courte pause dans sa carrière avant de revenir comme invité dans les séries Grey’s Anatomy et Urgences (2006 et 2007). Il participa ensuite au drame choral Feast of Love, au thriller Exit Speed, à Management avec Jennifer Aniston, au DVD The Wild Stallion et incarna le patron Ashcroft dans Armored.
Ward interpréta Ronald Reagan en guest-star dans le thriller politique français L’Affaire Farewell (2009). Il apparut dans 30 Minutes or Less, et fit des apparitions dans les séries United States of Tara, In Plain Sight et Leverage en 2012. En 2013, il eut un rôle dans 2 Guns aux côtés de Denzel Washington et Mark Wahlberg.

## Filmographie

### Cinéma
- 1974 : Ginger in the Morning de Gordon Wiles : Le conducteur du camion
- 1975 : Hearts of the West (Hollywood Cowboy) de Howard Zieff : Sam
- 1979 : L'Évadé d'Alcatraz (Escape from Alcatraz), de Don Siegel : John Anglin
- 1979 : Tilt de Rudy Durand : Lenny
- 1980 : Carny de Robert Kaylor : Jack
- 1981 : Sans retour (Southern comfort), de Walter Hill : Reece
- 1982 : Timerider, le cavalier du temps perdu, de William Dear : Lyle Swann
- 1983 : Retour vers l'enfer (Uncommon valor), de Ted Kotcheff : Wilkes
- 1983 : Le Mystère Silkwood (Silkwood), de Mike Nichols : Morgan
- 1983 : L'Étoffe des héros (The Right stuff), de Philip Kaufman : Gus Grissom
- 1984 : Swing Shift, de Jonathan Demme : Archibald Touie
- 1985 : Remo sans arme et dangereux (Remo Williams: The Adventure Begins), de Guy Hamilton : Remo Williams
- 1987 : The Price of Life (Court-métrage) : Crouch
- 1988 : Saigon, l'enfer pour deux flics (Off Limits) de Christopher Crowe : Dix
- 1988 : Le Prince de Pennsylvanie, de Ron Nyswaner : Gary Marshetta
- 1988 : Quand les jumelles s'emmêlent :(Trouble en double "au Québec") de Jim Abrahams : Roone Dimmick
- 1989 : Une trop belle cible (Catchfire), d'Alan Smithee et Dennis Hopper : Pauling
- 1989 : Tremors, de Ron Underwood : Earl Bassett
- 1990 : Henry et June (Henry & June), de Philip Kaufman : Henry Miller
- 1990 : Le Flic de Miami (Miami Blues), de George Armitage (également producteur exécutif) : Sgt. Hoke Moseley
- 1991 : Le Vent sombre (The Dark wind), d'Errol Morris : Lieutenant Joe Leaphorn
- 1992 : Cœur de tonnerre (Thunderheart), de Michael Apted : Jack Milton
- 1992 : Bob Roberts, de Tim Robbins : Chip Daley
- 1992 : Equinox, de Alan Rudolph : Mr. Paris
- 1992 : The Player, de Robert Altman : Walter Stuckel
- 1993 : Short Cuts, de Robert Altman : Stuart Kane
- 1993 : Two Small Bodies, de Beth B. : Lt. Brann
- 1994 : Y a-t-il un flic pour sauver Hollywood ? (Naked gun 33 1/3 : the final insult), de Peter Segal : Rocco
- 1995 : Un bruit qui rend fou, d'Alain Robbe-Grillet : Bruno
- 1996 : Tremors 2 : Les Dents de la Terre (Tremors 2: Aftershocks), de S. S. Wilson : Earl Bassett
- 1996 : Poursuite (Chain reaction), d'Andrew Davis : Agent FBI Leon Ford
- 1997 : Best men, de Tamra Davis : Sheriff Phillipps
- 1998 : The Vivero Letter, de H. Gordon Boos : Andrew Fallon
- 1998 : La Courtisane (Dangerous beauty), de Marshall Herskovitz : Domenico Venier
- 1999 : The Vivero Letter de H. Gordon Boos : Andrew Fallon
- 2000 : The Crow 3: Salvation, de Bharat Nalluri : Le capitaine
- 2000 : Road Trip, de Todd Phillips : Earl Edwards
- 2000 : Circus de Rob Walker : Elmo
- 2001 : Hot Summer (Summer Catch), de Michael Tollin : Sean Dunne
- 2001 : Full Disclosure, de John Bradshaw : Sean McWhirter
- 2001 : Corky Romano, de Rob Pritts : Leo Corrigan
- 2001 : Joe La Crasse (Joe Dirt), de Dennie Gordon : Le père de Joe
- 2002 : Plus jamais (Enough), de Michael Apted : Jupiter
- 2002 : Fashion Victime (Sweet home Alabama), d'Andy Tennant : Earl Smooter
- 2002 : Birdseye, de Stephen Beckner et Michael C. Huber : Nolan Sharpless
- 2002 : Abandon, de Stephen Gaghan : Lieutenant Bill Stayton
- 2003 : Masked & anonymous, de Larry Charles : Drunk
- 2004 : Le Singe Funky : Don Decker
- 2007 : Festin d'amour (Feast of Love) de Robert Benton : Bat
- 2008 : Exit Speed, de Scott Ziehl : Sgt Archie Sparks
- 2008 : Love Manager : Jerry
- 2009 : L'Affaire Farewell : Ronald Reagan
- 2009 : The Wild Stallion : Frank
- 2010 : Blindés (Armored), de Nimród Antal : Duncan Ashcroft
- 2011 : 30 Minutes Maximum (30 Minutes or Less), de Ruben Fleischer : Le Major
- 2013 : 2 Guns de Baltasar Kormakur : Amiral Tuwey

### Télévision
- 1973 : L'Ère des Médicis (série) : Niccolo de Conti
- 1978 : Quincy (série) : Un preneur d'otage
- 1979 : L'Incroyable Hulk (The Incredible Hulk) (série) : L'acolyte de Lynch / Marvin
- 1980 : Belle Star (téléfilm) : Ned Christie
- 1985- 1987 : American Playhouse (série) : Royal Earle Thompson / Mr. Crouch
- 1987 : Le Voyageur (série) : Luthor Redmond
- 1987 : Deux millions de dollars aux Caraïbes (téléfilm) : Lucky Boone
- 1991 : Détective Philippe Lovecraft de Martin Campbell (téléfilm) : Det. Harry Philip Lovecraft
- 1992 : Four Eyes and Six Guns (Quatre yeux et un colt) (téléfilm) : Wyatt Earp
- 1997 : Au risque de te perdre de Jim Abrahams (téléfilm) : Dave Reimuller
- 1997 : Gun (série) : John Farragut
- 1998 : Invasion: Earth de Patrick Lau et Richard Laxton (mini-série) : Maj. General David Reece
- 2000 : Jackie Bouvier Kennedy Onassis (téléfilm) : John Vernon 'Black Jack' Bouvier III
- 2001 : Wild Iris de Daniel Petrie (téléfilm) : Errol Podubney
- 2001 : Destin (en) (Dice) (série) : Gacy/Noah Aldis
- 2003 : Coast to Coast de Paul Mazursky (téléfilm) : Hal Kressler
- 2004 : The Last Ride de Guy Norman Bee (téléfilm) : Darryl Kurtz
- 2004 : Magnitude 10,5 de John Lafia (téléfilm) : Roy Nolan
- 2006 : Grey's Anatomy (série) : Denny Duquette Sr.
- 2006 - 2007 : Urgences (ER) (série) : Eddie Wyczenski
- 2009 - 2010 : United States of Tara (série) : Frank
- 2010 : US Marshals (série) : Frank Jergens/Frank Jerome
- 2012 : Leverage (série) : Steve Reynolds
- 2015 : True Detective (série) Eddie Velcoro

## Voix françaises
En France, Pascal Renwick et Jean Barney ont été les voix françaises les plus régulières de Fred Ward, le doublant à cinq reprises chacun. Bernard Tiphaine, Patrick Messe Jacques Frantz et Maurice Sarfati l'ont également doublé à deux reprises chacun.
- Pascal Renwick (*1954 - 2006) dans :
  - Saïgon, l'enfer pour deux flics
  - Tremors
  - Y a-t-il un flic pour sauver Hollywood ?
  - Tremors 2 : Les Dents de la Terre
  - The Last Ride (téléfilm)

- Jean Barney dans :
  - Détective Philippe Lovecraft (téléfilm)
  - The Crow 3: Salvation
  - Blindés
  - United States of Tara (série télévisée)
  - 2 Guns

- Bernard Tiphaine (*1938 - 2021) dans :
  - Henry et June
  - Le Vent sombre

- Patrick Messe dans :
  - Poursuite
  - Fashion victime

- Jacques Frantz (*1947 - 2021) dans : (les téléfilms)
  - Au risque de te perdre
  - Magnitude 10,5

- Maurice Sarfati (*1931 - 2013) dans :
  - Plus jamais
  - Urgences (série télévisée)

Mais aussi :
- Serge Sauvion (*1929 - 2010) dans L'Évadé d'Alcatraz
- Alain Dorval (*1946 - 2024) dans Sans retour
- Mario Santini (*1945 - 2001) dans L'Étoffe des héros
- Michel Derain dans Swing Shift
- Philippe Ogouz (*1939 - 2019) dans Une amie qui vous veut du bien
- Yves Rénier (*1942 - 2021) dans Remo sans arme et dangereux
- Marc de Georgi (*1931 - 2003) dans Le Flic de Miami
- Luc Florian (*1951 - 2023) dans Cœur de tonnerre
- Hervé Caradec dans Bob Roberts
- Michel Fortin (*1937 - 2011) dans The Player
- Hervé Jolly dans Short Cuts
- Michel Creton dans La Courtisane
- Philippe Catoire dans Road Trip
- Antoine Tomé dans Joe La Crasse
- Pierre Dourlens dans 30 minutes maximum